# Фантом памяти
«Фанто́м па́мяти» — детективный роман Александры Марининой. По данным издательского дома Коммерсантъ, вошёл в десятку самых продаваемых в России книг 2002 года.

## История создания
По сообщениям СМИ, ноутбук с рукописью романа был похищен из офиса литературного агента Марининой — Натана Заболоцкиса, но в издательстве уже была копия и роман вышел в срок. Книга была представлена на Московской книжной ярмарке в сентябре 2002 года.

## Сюжет
Преуспевающий писатель Андрей Корин очнулся в больнице после автомобильной аварии и очень быстро выяснил, что не помнит два последних года: на весь этот период у него амнезия. Все считают, что это — последствия автомобильной аварии, но чем больше Андрей узнает о двух последних годах, тем больше убеждается, что причины его амнезии — воспоминания, которые ему не нужны.

## О персонажах
Е. В. Душечкина отмечает привычку Александры Марининой «давать второстепенным женским персонажам опредёленного типа имя Светка». В «Фантоме памяти» его носит писательская дочь, «наделённая тем же комплексом черт, что и другие марининские Светки».

## Отзывы и критика
«Нашедшая в себе мужество остановить конвейер штампованных детективов, писательница погрузилась в жанровые поиски, соединив в немалом по объёму романе мистику с исповедальностью», — считает обозреватель журнала «Деньги».